# Adam Yauch
Adam Nathaniel Yauch (5. srpna 1964 Brooklyn, New York, USA – 4. května 2012 tamtéž) byl americký rapper, baskytarista a zakladatel skupiny Beastie Boys, se kterou byl v dubnu 2012 uveden do Rock and Roll Hall of Fame. V roce 2009 mu byla diagnostikována rakovina, na kterou v roce 2012 zemřel.